# 三重県立上野商業高等学校
三重県立上野商業高等学校（みえけんりつうえのしょうぎょうこうとうがっこう）は、三重県伊賀市に所在した商業高等学校。三重県立伊賀白鳳高等学校に統合のため、2011年3月31日に閉校した。

## 所在地
- 〒518-0833 三重県伊賀市緑ヶ丘東町920番地

## 沿革
- 1933年4月7日 上野市丸の内に於いて、三重県上野商業学校開校。
- 1948年5月23日 学制改革により、三重県上野工業学校、上野市立高等女学校、上野市立農学校とを統合し、三重県上野南高等学校として上野市平野町に設置開校。
- 1949年4月1日 学区制実施により、総合制三重県上野高等学校南校舎となり商業課程・工業課程及び普通過程の一部を設置。
- 1951年4月1日 三重県上野商工高等学校として新発足し商業・工業両課程を設置。
- 1955年4月1日 三重県立上野商工高等学校と改称。
- 1964年4月1日 商業、工業両過程を分離独立、三重県立上野商業高等学校となり上野市平野東平尾に設置開校 家庭学科（家政科・被服科）を設置。
- 1965年4月1日 新校舎（最終校地）に移転完了。
- 1988年4月1日 情報経済科を設置。
- 1993年4月1日 福祉科を設置。
- 1994年4月1日 制服変更。
- 1997年4月1日 人文科を設置。
- 1998年4月1日 健康生活科を設置。
- 2002年4月1日 普通科を設置。
- 2005年4月1日 情報ビジネス科を設置。
- 2009年4月1日 伊賀白鳳高等学校に統合のため、生徒募集停止。
- 2011年
  - 3月31日 閉校。
  - 4月16日〜5月12日  - 映画「Another」のロケーション撮影が行われる[1]。

### 跡地の利用
2011年（平成23年）3月の閉校を前に三重県は伊賀市への有償譲渡を打診したが、伊賀市は財政事情から譲渡を受けない姿勢を示し、県では校舎等を更地化した上で売却する方針を同年に示した。続いて2012年（平成24年）6月の三重県議会で、議員の質問に対し教育長が更地化した上で伊賀市に売却を検討していることを公表し、伊賀市が買い取らない場合は民間への売却とした。なおこの時点で校舎は閉鎖していたものの、体育館やグラウンドは統合先の伊賀白鳳高校が部活動に利用していた。
2013年（平成25年）8月21日になって伊賀市は上野商業高校の跡地を県から買収し、伊賀市消防本部を建設することを伊賀市議会全員協議会で公表した。体育館・武道場・弓道場はそのまま残して市民向けの体育施設とし、情報経済科の校舎として利用していた建物は改修して伊賀市上野東部地区市民センターとすることも示された。そして2015年（平成27年）7月27日に消防本部建設の地鎮祭が挙行され、2016年（平成28年）11月21日に新庁舎で業務を開始した。
2017年（平成29年）3月16日、上野東部地区市民センター兼上野東部公民館が上野商業高校跡に移転開館し、同年4月1日には旧上野商業高校の体育館と弓道場を改修し、伊賀市民体育館および伊賀市民弓道場として供用を開始した。これに伴い、上野運動公園体育館と伊賀上野武道館弓道場が前日付けで廃止された。

## 教育方針

### 校訓
誠実

### 教育方針
1. 望ましい生活習慣を身につけ、豊かな心とたくましい行動力を持つ人間を育成する。
2. 自ら学ぶ意識を高め、社会の変化に積極的に対応する人間を育成する。
3. 自らの生き方在り方を考え、主体的に進路を選択できる人間を育成する。
4. 郷土の文化と伝統を愛し、地域社会の一員として郷土や国際社会の発展に寄与する人間を育成する。
5. 一人ひとりを大切にする人権尊重の精神に貫かれた人間を育成する。

## 学校行事
- 研修旅行（遠足） - 6月
- 球技大会 - 7月、12月
- 上商祭（文化祭・合唱祭・体育祭） - 9月
- 修学旅行 - 10月

## 生徒会活動・部活動など

### 部活動
- 運動部 - 剣道、テニス、硬式野球、ソフトテニス、弓道（三重県総体7年連続優勝の経験などを持つ古豪、県内屈指の名門の一つ）、ソフトボール、卓球、バスケットボール、バレーボール、陸上競技、サッカー
- 文化部 - 図書、写真、演劇、人権サークル、華道、情報処理、茶道、ボランティア、園芸、美術、新聞、吹奏楽、放送、簿記、ワープロ、文芸
- 同好会 - 生物

## 著名人

### 元生徒
- 一岡浩司（笠松競馬場公認予想屋）
- 宮崎有香（女子サッカー選手・TEPCOマリーゼ←伊賀FCくノ一／なでしこジャパン）
- 元永定正（芸術家）

## アクセス
- 伊賀鉄道伊賀線：上野市駅下車。上野産業会館バスターミナルより三重交通バス5番乗り場10、12系統汁付行きで緑ケ丘東町下車- 徒歩5分
- 伊賀鉄道伊賀線：茅町駅 - 徒歩20分